# Stefanie Scherer
Stefanie Scherer (13 maggio 1996) è una biatleta tedesca.

## Biografia
In Coppa del Mondo Stefanie Scherer ha esordito il 13 marzo 2020 a Kontiolahti in sprint (62ª) e ha conquistato la prima vittoria, nonché primo podio, il 18 gennaio 2025 a Ruhpolding in staffetta, alla sua terza gara nel massimo circuito; non ha preso parte a rassegne olimpiche o iridate.

## Palmarès

### Coppa del Mondo
- 1 podio (a squadre):
  - 1 vittoria

#### Coppa del Mondo - vittorie
| Data            | Località   | Paese    | Specialità                                                  |
| --------------- | ---------- | -------- | ----------------------------------------------------------- |
| 18 gennaio 2025 | Ruhpolding | Germania | RL (con Selina Grotian, Sophia Schneider e Franziska Preuß) |

Legenda:

RL = staffetta